# Budziwojów
Budziwojów (do 1945 niem. Baudmannsdorf) – wieś w Polsce, położona w województwie dolnośląskim, w powiecie legnickim, w gminie Chojnów.
W latach 1975–1998 wieś administracyjnie należała do województwa legnickiego.
W miejscowości był przystanek kolejowy Budziwojów.
Obecna nazwa została administracyjnie zatwierdzona 12 listopada 1946.

## Zabytki
Do wojewódzkiego rejestru zabytków wpisane są:
- zespół pałacowy i folwarczny, z drugiej połowy XIX w.
  - pałac
  - spichrz
  - dwa budynki mieszkalno-gospodarcze
  - dwie obory
  - dwie stodoły
  - park
  - aleja kasztanowców